# فیل شپارد

پوستری که فیل شپارد را نشان می‌دهد (4 legs, 4 feet)

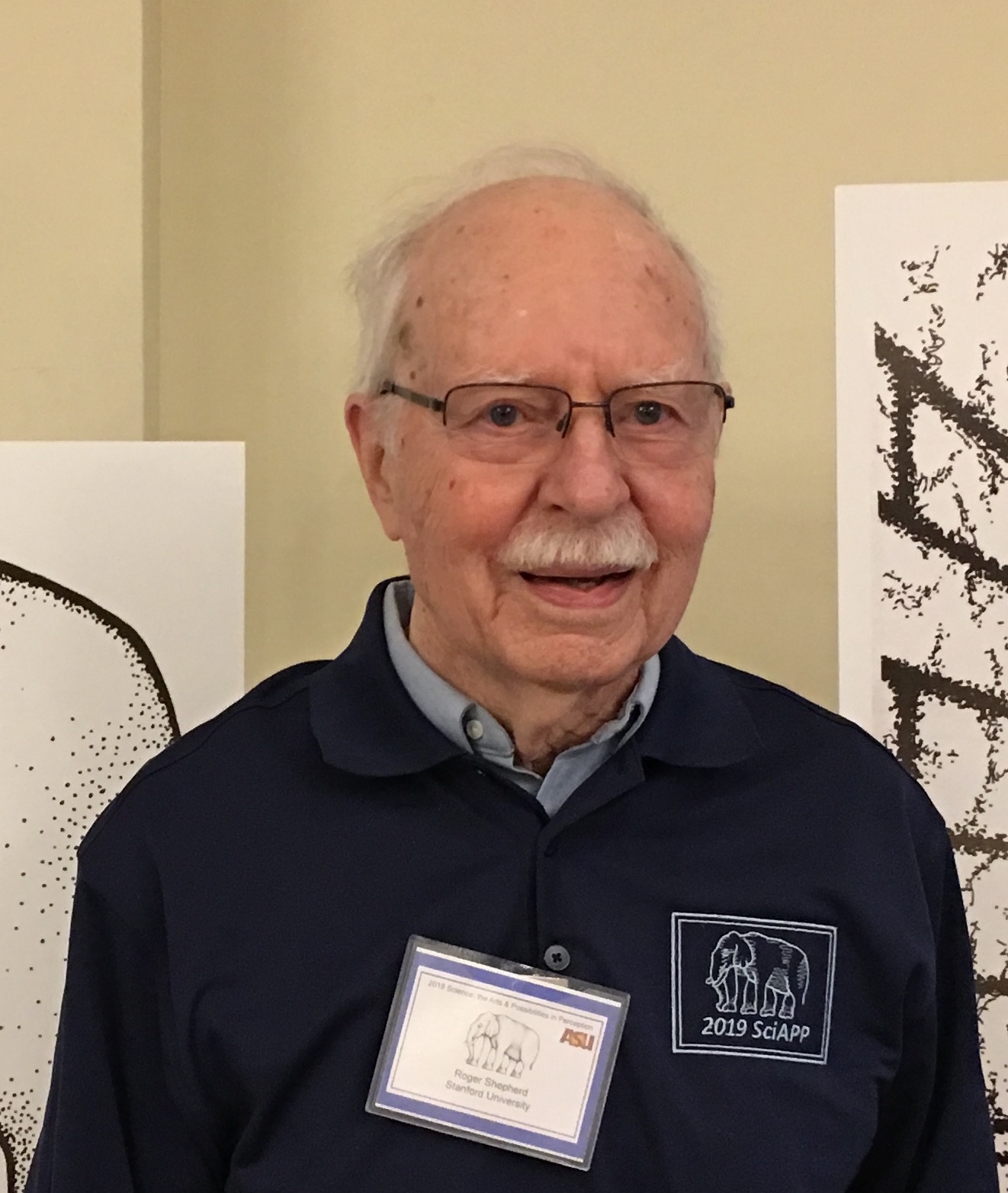
راجر شپارد، روانشناس استنفورد (مارس ۲۰۱۹)، کسی که اولین بار این پارادوکس را منتشر کرد.

فیل شپارد، که به آن L'egs-istential Quandary یا فیل غیرممکن نیز می‌گویند، یک خطای دید از نوع شیء غیرممکن و بر اساس آشفتگی شکل و زمینه است. همان‌طور که خالق آن راجر شپارد توضیح می‌دهد: 
فیل… به گروهی از اشیا تعلق دارد که واقعاً غیرممکن است، زیرا خود شی به‌طور سراسری نمی‌تواند از قسمت غیر شیء یا پس زمینه جدا شود. قسمتهایی از جسم (در این حالت پاهای فیل) به زمینه تبدیل می‌شود و بالعکس.

## تاریخ
شپرد برای اولین بار این پارادوکس دیداری را در کتاب Mind Sights 1990 (صفحه ۷۹) با نام "L'egs-istential Quandary" منتشر کرد." این اولین مدخل در فصل او در مورد «نشدنی‌های شکل و زمینه ای» است. نقاشی قلم و جوهر او براساس رویایی است که در سال ۱۹۷۴ دیده‌است و بر روی پیش‌طرحی که بعد از بیدار شدن کشیده‌است کشیده شده‌است.

## تفسیر

توهم بیلوت، یکی دیگر از شکل‌های غیرممکن مبتنی برآشفتگی شکل و زمینه است